# Pedro Larrea
Pedro Sebastián Larrea Arellano (Loja, 1986. május 21. –) ecuadori válogatott labdarúgó, aki jelenleg az El Nacional játékosa.
A válogatott tagjaként részt vett a  2015-ös és a 2016-os Copa Américán.

## Statisztika
| Ecuador  | Ecuador | Ecuador |
| Év       | Mérk.   | Gólok   |
| -------- | ------- | ------- |
| 2013     | 0       | 0       |
| 2014     | 0       | 0       |
| 2015     | 0       | 0       |
| 2016     | 1       | 0       |
| Összesen | 1       | 0       |

## Sikerei, díjai

### Klub
- LDU Quito
  - Ecuadori bajnok: 2003, 2005 Apertura, 2007
  - Copa Libertadores: 2008
  - Recopa Sudamericana: 2009
  - Copa Sudamericana: 2009